# Condado de Dallas (Iowa)
O Condado de Dallas é um dos 99 condados do estado norte-americano de Iowa. A sede do condado é Adel, e a sua maior cidade é West Des Moines. O condado tem uma área de 1533 km² (dos quais 14 km² está coberto por água), uma população de 66 135 habitantes, e uma densidade populacional de 43,5 hab/km² (segundo o censo nacional de 2010). O condado foi fundado em 1846 e recebeu o seu nome em homenagem a George Mifflin Dallas (1792-1864) que foi o 11.º vice-presidente dos Estados Unidos.

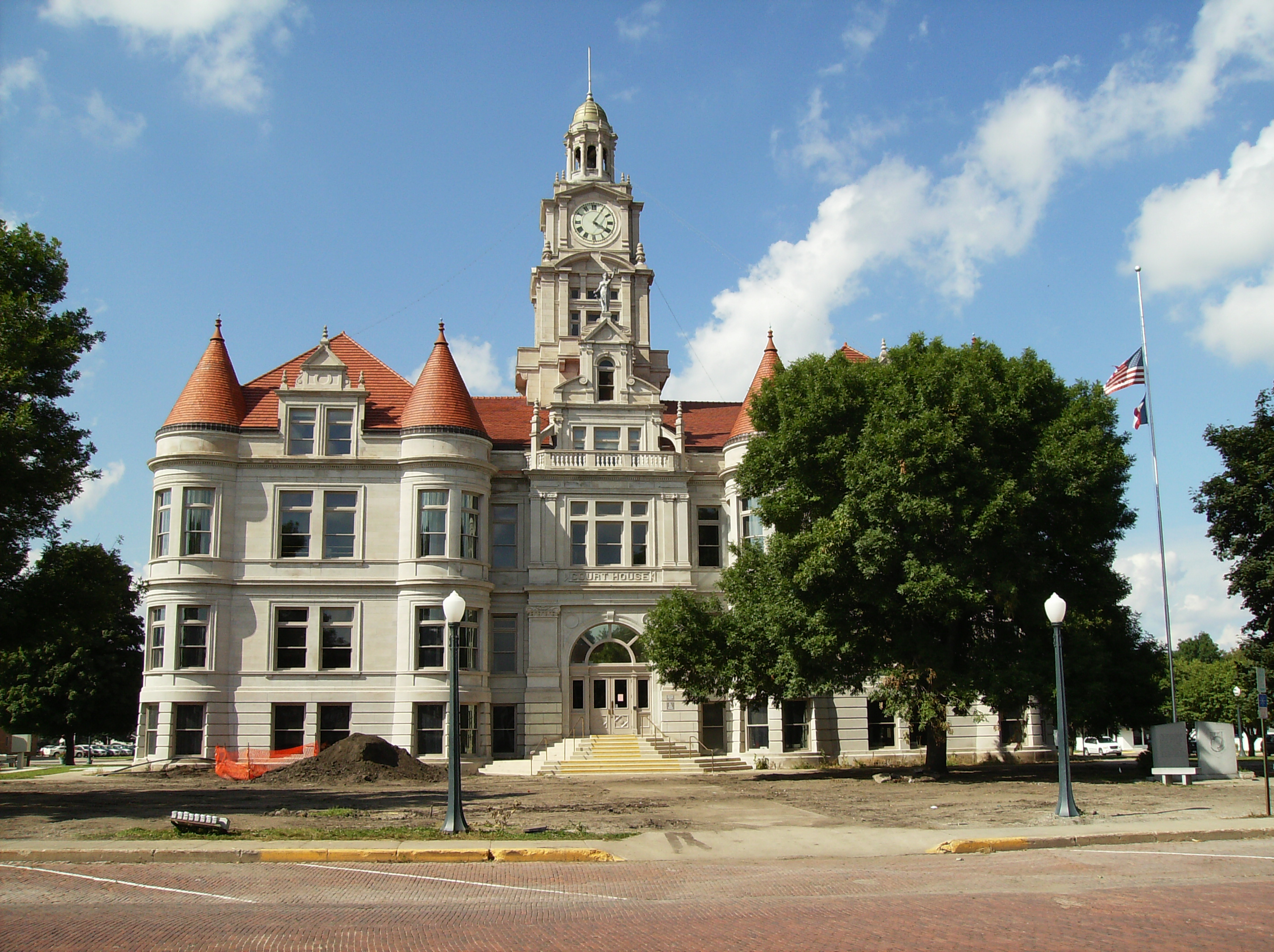
Tribunal do condado de Dallas em Adel, Iowa